# 京舟河
京舟河，位于中国贵州省南部，是六硐河右岸支流，发源于都匀市石龙乡西南，东北流至湾寨转向东南，至凯口镇的拉若寨折向南进入消水洞，伏流约3千米进入平塘县，南流至平湖镇米寅注入六硐河。河长48千米，落差205米，流域面积599平方千米。